# Dragon Age II
Dragon Age II är ett datorspel som är uppföljaren till Bioware Dragon Age: Origins, och släpptes i Sverige den 11 mars 2011. En demo till spelet släpptes 22 februari till alla plattformar. Till skillnad från föregångaren Dragon Age: Origins kan inte huvudkaraktärens ras ändras, dock är kön, klass och utseende spelarens eget val. Spelet kretsar kring Hawke, en flykting från byn Lothering, som i föregångaren blir raserad av Darkspawn. Spelet tar plats i Thedas, samma värld som Origins, men i en annan del av världen som kallas för "Free Marches".

## Gameplay
Dragon Age II har en linjär story som berättas i tredjeperson, med ett stort antal sidequests som var och en har sin egen handling, separat från spelets huvudberättelse. Eftersom Origins utspelade sig över två år, så är denna story tio år lång, så spelarens val igenom hela spelet kommer att påverka det som pågår och det som kommer att hända härnäst. Spelaren kommer upprepade gånger behöva välja sida, inte nödvändigtvis mellan gott och ont, utan även två väldigt vettiga sidor. Stridssystemet skiljer sig väldigt lite från Origins, men grafiken på de flesta attacker har blivit mer imponerande. Även vanliga "auto-attacks" har fått en grafisk förbättring, från de enformiga attackerna i Origins till imponerande stridsuppvisningar som ser ungefär lika imponerande ut som de är. Dialogsystemet har även det förändrats till att fungera med ett dialoghjul liknande det i Mass Effect-serien, med små förändringar. Till exempel kan man se vad för slags typ av svar spelaren ger, till exempel så behöver man nu inte gissa om svaret kommer visa spelaren som relativt hård eller brutal eller om det visar spelaren i god dager. Det finns även ett antal satiriska svar, något som av en del spelare setts som väldigt dåligt skrivna dialoger. Utöver det förbättrade dialogsystemet så har huvudkaraktären nu en egen röst, något som förmodligen är orsaken till att spelaren inte kan välja ras på sin karaktär.
Sättet spelaren lär sig nya attacker är även det förändrat. I Origins hade spelaren mellan två och fyra olika kategorier med tre "grenar" med attacker, varje gren hade fyra attacker var och låstes upp eftersom. I Dragon Age II är det mer ett rutnät. Attacker kan även uppgraderas, något som inte var möjligt i Origins.

## Story
Spelet utspelar sig i form av en berättelse som berättas av en av Hawkes kompanjoner, Varric. Han berättar den för en så kallad "Chantry Seeker" som försöker hitta Hawke, och berättelsen sträcker sig över ett decennium, och spelaren får själv göra de val som kommer att förändra Ferelden för alltid. Spelet är huvudsakligen uppdelat i fyra akter och en prolog, då spelet pågår precis efter Origins slutar, och sedan hoppar framåt tre år i taget.
I spelets demo som släpptes den 22 februari 2011 fick spelaren pröva på introduktionen till spelet. Där introducerades bland annat Varric, kompanjonen som berättar storyn, och Isabela, en smugglare som även är ett möjligt romansintresse för spelaren.
De val som spelaren tidigare gjort i Origins, expansionen Awakening och majoriteten av all DLC kan importeras in i spelet och påverkar storyn, väldigt likt andra Bioware-spel såsom Mass Effect. Till skillnad från Mass Effect så har de importerade valen inte speciellt stor påverkan på spelets story, utan ändrar ett par dialoger med specifika NPCs, och ett par karaktärer från Origins är med i Dragon Age II, förutsatt att de överlevde i Origins, tillhörande expansioner eller DLC.

## Röstskådespelare
- Nicholas Boulton - Hawke (manlig röst) / Xenon the Antiquarian / Malcolm Hawke
- Jo Wyatt - Hawke (kvinnlig röst)
- Brian Bloom - Varric Tethras
- Rebekah Staton - Bethany Hawke
- Nico Lennon - Carver Hawke
- Joanna Roth - Aveline Vallen
- Victoria Kruger - Isabela
- Eve Myles - Merrill
- Adam Howden & Adam Leadbeater - Anders
- Gideon Emery - Fenris / Paxley / Temmerin / Liam / Tethras Garen / Samson
- Alec Newman - Sebastian Vael
- Felicia Day - Tallis
- Jean Gilpin - Knight-Commander Meredith Stannard
- Jim Ward - First Enchanter Orsino
- Rick D. Wasserman - The Arishok
- Miranda Raison - Cassandra Petaghast / Varania / Olika röstroller
- Robin Atkin Downes - Keran / Jansen / Olika röstroller
- Keith Szarabajka - Bartrand Tethras / Maraas
- Fred Tatasciore - Wryme / Yevhen / Olika röstroller
- Dwight Schultz - Bodahn Feddic / Olika röstroller
- Timothy Watson - Gamlen Amell / Bann Teagan Guerrin / Ser Varnell / Lord Harimann / Olika röstroller
- David Sterne - Magistrate Vanard / Friedrich / Varian Ilithis / Rock Wraith Abomination / Corypheus
- Jason Singer - Javaris Tintop / Dougal Gavorn / Iwan / Olika röstroller
- Olivia Poulet - Charade / Moira / Lady Elegant / Sergeant Melindra / Flora Hariamann
- Alix Wilton Regan - Macha / Lilley / Templar Ruvena / Lieutenant Harley / Olika röstroller
- Alec Newman - Sebastian Vael - The Exiled Prince / Seneschal Bran / Fenarel / Ser Theodore of Wildervale / Olika röstroller
- Jamie Glover - Ser Thrask / Kelder / Comte Guillaume de Launcet / Decimus / Olika röstroller
- Shaun Dingwall - Ser Karras / Danzig / Guardsman Maecon / Olika röstroller
- Steve Valentine - Alistair
- Greg Ellis - Knight-Captain Cullen
- Keith Ferguson - Arvaarad / Olika röstroller
- Jon Curry - Zevran Arainai / Olika röstroller

## Mottagande
| Mottagande             | Mottagande                             |
| Samlingsbetyg          | Samlingsbetyg                          |
| Tjänst                 | Betyg                                  |
| ---------------------- | -------------------------------------- |
| Gamerankings           | (PS3) 80.37% (PC) 78.68% (X360) 77.86% |
| Metacritic             | (PS3) 82/100 (PC) 82/100 (X360) 79/100 |
| Recensionsbetyg        |                                        |
| Publikation            | Betyg                                  |
| 1UP.com                | B+                                     |
| G4                     | 3/5                                    |
| Game Informer          | (PS3/X360) 8.25/10 (PC) 7.75/10        |
| Gamepro                | [ 15 ]                                 |
| Gamespot               | 8.0/10                                 |
| Gamespy                | [ 17 ]                                 |
| Gametrailers           | 9.2/10                                 |
| IGN                    | 8.5/10                                 |
| Official Xbox Magazine | 9/10                                   |
| PC Gamer UK            | 94%                                    |
| Videogamer.com         | 7/10                                   |
| The Escapist           | [ 23 ]                                 |
| Gaming HUD             | 8.7/10                                 |

Spelet har fått väldigt blandad kritik. Ett stort antal spelare har klandrat spelet för att ha dålig grafik, att grottsystemen återanvänds och att ett stort antal dialoger är väldigt dåligt skrivna. Bioware har klandrat 4chan för majoriteten av all dålig kritik, och hävdar att 4chan fokuserar på helt fel saker. I officiella recensioner så hyllas spelets moraliska val, exceptionella story och underhållande gameplay.